# 弗拉基米尔·拉赫马宁
弗拉基米尔·奥列戈维奇·拉赫马宁（俄语：Владимир Олегович Рахманин，1958年5月24日—），又称小罗满宁，是苏联、俄罗斯外交官。

## 经历
1958年5月出生于莫斯科，毕业于莫斯科國立國際關係學院。1982-1983年担任北京苏联驻华大使馆三秘。1983-1986年担任华盛顿苏联驻美大使馆三秘。1987-1992年担任担任苏联外交部副部长伊戈尔·罗加乔夫（罗高寿）的助理。1992-1996年在苏联驻美大使馆担任参赞。1996-1998年担任俄罗斯联邦外交部第一亚洲司副司长。1998-2000年担任俄外交部新闻司司长，外交部发言人。2000-2002年转任总统礼宾局局长。2002-2006年出任俄罗斯联邦驻爱尔兰共和国特命全权大使。
2007年3月16日作为俄方特使，参加六方会谈东北亚和平与安全机制工作组会议。2008年至2013年担任能源宪章组织秘书处副秘书长。
2014年1月起担任布达佩斯联合国粮食及农业组织欧洲及中亚区域办事处代表兼助理总干事。

## 家族
- 父亲：奥列格·鲍里索维奇·拉赫马宁（1924年-2010年），中文名罗满宁，苏联汉学家，外交官。
- 母亲：叶夫根尼娅·伊万诺夫娜·拉赫马宁娜（原姓马尔克洛娃，1924年-？），苏联外交部工作人员。
- 姐姐：玛丽娜·奥列格芙娜·拉赫马宁娜（1952年-），俄罗斯联邦外交部工作人员。[6]